# Nova (Merseburg)

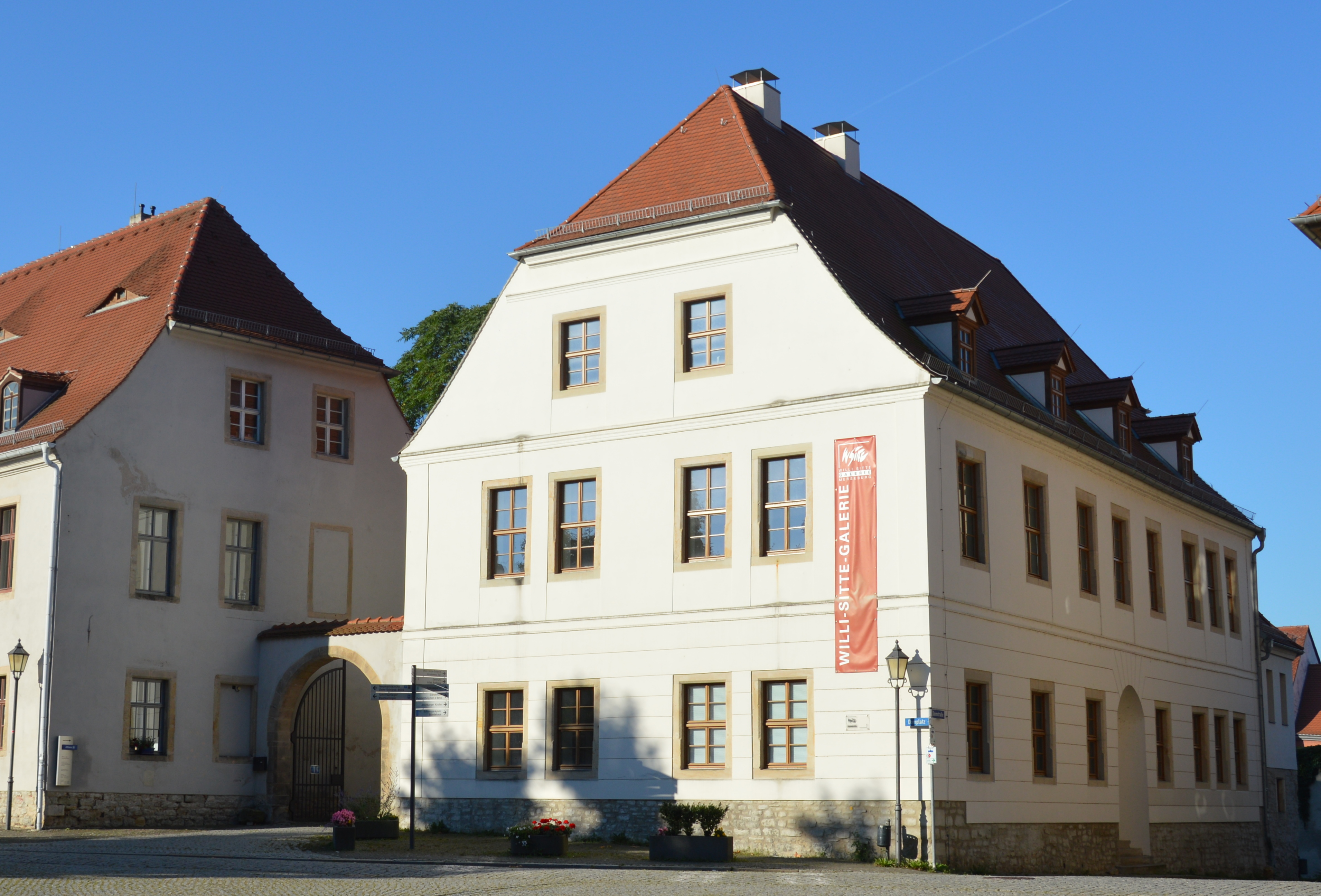
Haus Nova

Nova, auch Curia nova, ist der Name eines denkmalgeschützten Gebäudes in der Stadt Merseburg in Sachsen-Anhalt. Es ist Sitz der Willi-Sitte-Galerie und war Ausstellungsort der Werke von Willi Sitte.

## Lage
Es befindet sich in der Domstraße in der Merseburger Innenstadt an der Adresse Domstraße 15, etwas westlich des Merseburger Doms. Das Gebäude hat eine markante Ecklage an der Einmündung der Domstraße auf den Domplatz.

## Architektur und Geschichte
Das Wohnhaus ist Teil der Domkurie des Merseburger Doms und entstand im 17. Jahrhundert. Der wuchtig wirkende zweigeschossige Bau steht giebelständig zum Domplatz und ist mit einem Krüppelwalmdach bedeckt.
Der Stadtrat der Stadt Merseburg beschloss im Gebäude die Willi-Sitte-Galerie unterzubringen, in der insbesondere Werke des Malers Willi Sitte gezeigt wurden. Einen am 7. Februar 2003 ausgeschriebenen Wettbewerb zum dementsprechend erforderlichen Umbau des Hauses gewann die Merseburger Architektin Claudia Janich. Es erfolgte dann über zwei Jahre hinweg ein Umbau und eine Sanierung des Hauses. Das Vorhaben wurde als Urban-21-Projekt mit Mitteln des EFRE-Struktur-Fonds sowie aus dem Förderprogramm Städtebaulicher Denkmalschutz umgesetzt. Es erfolgte dann eine Übergabe an die Willi-Sitte-Stiftung.
Anlässlich des 85. Geburtstags Sittes wurde die Galerie am 28. Februar 2006 eröffnet. 2012 erfolgte die Gründung eines eigenständigen Galeriebetriebes neben der Stiftung. Das Gebäude dient für wechselnde Ausstellungen, aber auch Kunstkurse und öffentliche Veranstaltungen. Im Jahr 2020 erfolgte die Auflösung der Stiftung, die Bilder und Grafiken von Sitte wurden an die Stifter übergeben. Seit dieser Zeit finden regelmäßig Ausstellungen - auch zu Willi Sitte - statt.
Im örtlichen Denkmalverzeichnis ist die Kurie unter der Erfassungsnummer 094 20157 als Baudenkmal verzeichnet.